# Ministerstwo Zdrowia Strefy Gazy
Ministerstwo Zdrowia Strefy Gazy, oficjalnie: Palestyńskie Ministerstwo Zdrowia w Gazie (arab. ‏وزارة الصحة الفلسطينية في غزة‎, wizarat al-sihat al-filastiniat fi ghaza) – lokalne odgałęzienie palestyńskiego Ministerstwa Zdrowia powstałe w wyniku przejęcia władzy w Strefie przez Hamas w 2007 roku i w konsekwencji wyłączenia się miejscowego systemu opieki zdrowotnej spod administracji Palestyńskich Władz Narodowych.

## Wiarygodność
Raportom tego Ministerstwa Zdrowia o ofiarach poświęcono szczególną uwagę podczas wojny Izraela z Hamasem i według dwóch artykułów opublikowanych w czasopiśmie The Lancet, dane w nich podawane nie są sztucznie zawyżane. 
Raporty z poprzednich konfliktów były w przeszłości uważane za wiarygodne przez Organizację Narodów Zjednoczonych, Światową Organizację Zdrowia i Human Rights Watch, a liczba podawanych przez nich ofiar różniła się zazwyczaj o mniej niż 5% w stosunku do danych prezentowanych przez inne, w tym międzynarodowe, instytucje.